# الطفيل بن مالك
الطفيل بن مالك صحابي من الأنصار من بني سلمة من الخزرج. شهد بيعة العقبة الثانية، وشهد غزوة بدر وغزوة أحد، وقتله وحشي بن حرب في غزوة الخندق.

## سيرته
هو الطُفيل بن مالك بن خنساء بن سنان بن عبيد بن عدي بن غنم بن كعب الأنصاريّ، وقيل «الطفيل بن مالك بن النعمان» أو «الطفيل بن النعمان»، بينما ذكر موسى بن عقبة في البدريين «الطفيل بن النعمان بن خنساء» و«الطفيل بن مالك بن خنساء» رجلين، وكذلك ذكرهما ابن إسحاق فيمن شهد العقبة. أمّه هي خنساء بنت رِئاب بن النعمان بن سنان بن عبيد وهي عمّة جابر بن عبد الله بن رئاب.
تزوج الطفيل من إدام بنت قرط بن خنساء الأنصارية، وأنجب ابنته الربيع بنت الطفيل التي تزوّجها أبو يحيَى عبد الله بن عبد مناف بن النعمان. كان له عقب فانقرضوا ودرجوا. ولا تُعرف له رواية للحديث النبوي.[بحاجة لمصدر]
شهد الطُفَيل العَقَبَةََ الثانية مع السبعين من الأنصار، شَهِد بدرًا وأحدًا، وجرح بأحد ثلاث عشرة جراحة ولم يمت منها، شهد الخندق وقُتل يومئذٍ شهيدًا، قتله وَحْشيّ فكان يقول: «أكرم الله حمزة بن عبد المطلب والطفيل بن النعمان بيدَيّ ولم يُهِنّي بأيديهما، يعني أُقْتَلْ كافرًا».